# Ada (Orchideen)
Die Einteilung der Lebewesen in Systematiken ist kontinuierlicher Gegenstand der Forschung. So existieren neben- und nacheinander verschiedene systematische Klassifikationen. 
Das hier behandelte Taxon ist durch neue Forschungen obsolet geworden oder ist aus anderen Gründen nicht Teil der in der deutschsprachigen Wikipedia dargestellten Systematik.

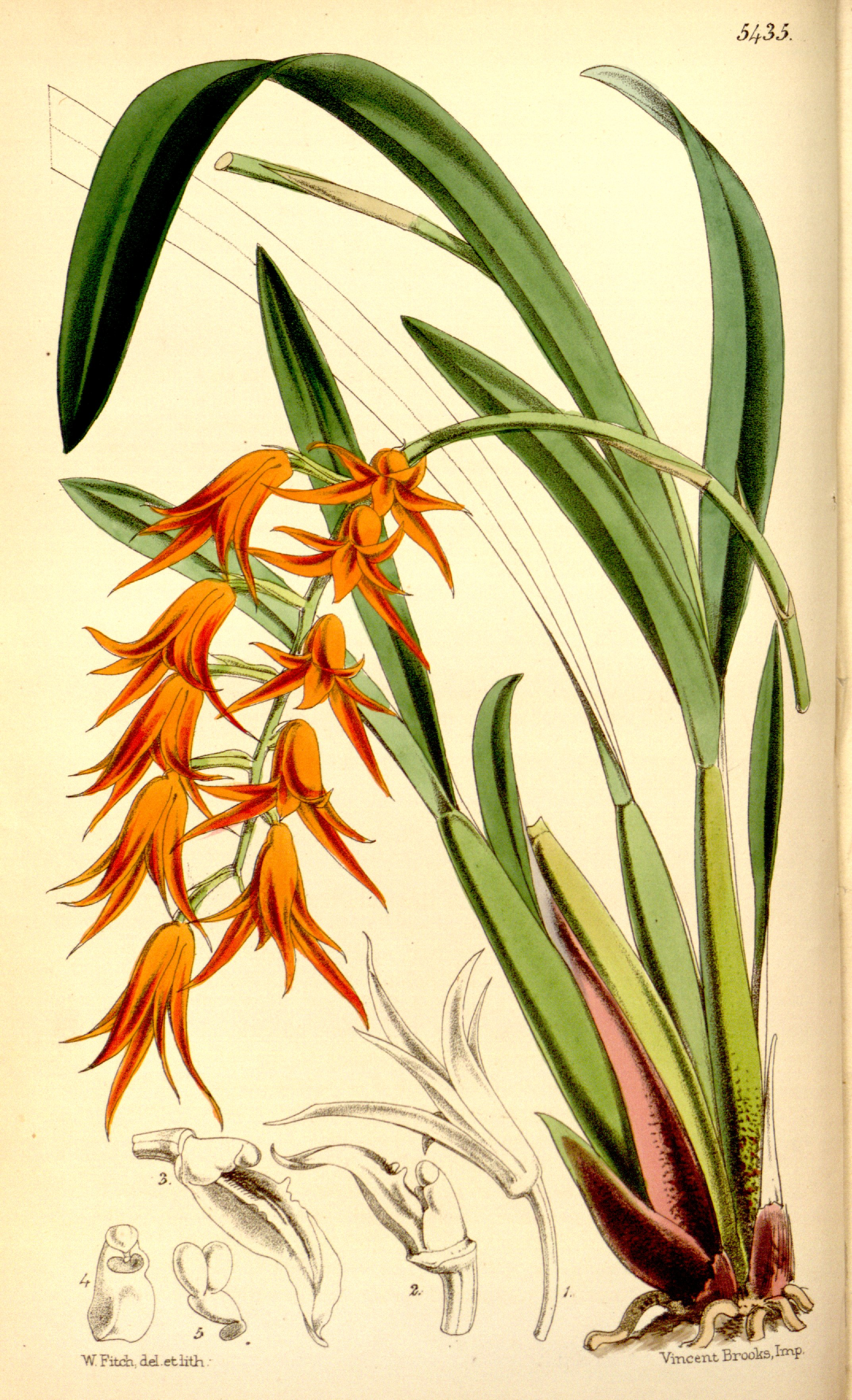
Ada aurantiaca, Illustration

Die Gattung Ada aus der Familie der Orchideen (Orchidaceae) umfasste 16 Pflanzenarten, die in Mittelamerika und im nordwestlichen Südamerika von Costa Rica bis Bolivien beheimatet sind. Die kleinen, ausdauernden Pflanzen wachsen meist epiphytisch. Der Gattungsname ehrt die persische Satrapin und Schwester von König Mausolos II., Ada (Karien) (*griech. Aδα ὁ Καρία) (ca. 377 v. Chr. - ca. 326 v. Chr.).
Der Gattungsname ist derzeit ein Synonym für die Gattung Brassia, in die Ada integriert wurde.

## Verbreitung
Die Arten der ehemaligen Gattung Ada kommen nordwärts bis Costa Rica vor, nach Osten sind sie noch in Venezuela und Guyana zu finden, nach Süden erstreckt sich ihr Verbreitungsgebiet entlang der Anden über Kolumbien, Ecuador und Peru bis nach Bolivien. Sie wachsen dort als Epiphyten in sehr feuchten Nebelwäldern in Höhenlagen von 1000 bis 2000 Meter.

## Systematik
Innerhalb der Unterfamilie Epidendroideae wurde die Gattung Ada in die Tribus Maxillarieae und dort in die Subtribus Oncidiinae eingeordnet. Lange bestand die Gattung nur aus der einzigen Art Ada aurantiaca, bis Williams 1972 eine Gruppe von Arten um Brassia glumacea in diese Gattung einordnete. 2012 wurde die Gattung aufgrund von DNA-Analysen revidiert und gänzlich in die Gattung Brassia integriert.

## Belege
- C.H. Dodson, C.A. Luer (2005): Orchidaceae part 2 (Aa–Cyrtidiorchis). In: G. Harling, L. Andersson (Hrsg.): Flora of Ecuador. Bd. 76, S. 27ff. Botanical Institute, Göteborg University, ISBN 91-88896-51-X
- Jürgen Röth (1983): Orchideen. S. 115. VEB Deutscher Landwirtschaftsverlag Berlin.